# Buprénorphine
La buprénorphine (DCI) est un médicament, agoniste partiel (ou agoniste-antagoniste) morphinique qui se fixe au niveau des récepteurs cérébraux µ et k.
Surnommée par les anglophones bupe, cette substance a d'abord été produite comme analgésique dans les années 1980. Le médicament est réglementé. Il a secondairement été utilisé pour le traitement substitutif de la dépendance aux opiacés. En 2005, en France, on comptait 160 000 héroïnomanes dont la moitié suit un traitement de substitution aux opiacés (TSO).

## Pharmacologie

### Formes pharmaceutiques
La buprénorphine existe sous forme de comprimé sublingual, qu'il faut laisser fondre sous la langue. Il existe le Temgesic (dosé à 0,2 mg), principalement utilisé comme antalgique, et le Subutex qui existe sous trois dosages différents (0,4, 2 et 8 mg), utilisé comme traitement substitutif aux opiacés.
La buprénorphine existe également en association avec la naloxone (antagoniste opiacé) sous le nom de Suboxone, utilisée comme traitement substitutif aux opiacés. Il existe deux dosages : 2 mg/0,5 mg et 8 mg/2 mg.
La buprénorphine existe depuis 2005 en générique. En 2008, de nouveaux dosages du médicament générique à 1, 4 et 6 mg sont venus enrichir la gamme thérapeutique.
Il existe également des comprimés orodispersibles, commercialisés sous le nom commercial d’Orobupré, disponibles en 2mg et en 8mg. Contrairement au Subutex et à ses génériques qui doivent fondre sous la langue, ce médicament se laisse fondre sur la langue en une quinzaine de secondes. La biodisponibilité n’est pas la même, elle serait de 30% plus importante que la forme sublinguale. Même si ces différences de biodisponibilité sont encore mal connues, on estime donc par convention que 1mg de Orobupré correspond à 1,3mg de Subutex.

### Propriétés
La buprénorphine agit sur les trois principaux récepteurs du cerveau et peut induire une suppression (ou une dépendance faible) de l'effet de manque chez les personnes sujettes aux addiction.

#### µ (Mu)
Elle est agoniste des récepteurs µ (Mu) qui servent à certains besoins physiologiques comme la faim, la reproduction, l'activité physique et certaines autre fonctions ; la puissance de la buprénorphine peut provoquer une perte d'envie de ces fonctions (1mg buprénorphine = 30mg morphine).

#### κ (Kapa)
Les récepteurs K (Kapa) sont quant-à eux "vidés" car elle est un antagoniste pour ceux-ci. 
La buprénorphine agrippe/attrape les molécules fixées dans les capteurs en passant et de ce fait les "vide". Principe de l'antagoniste. (La naloxone fait la même chose mais pour les trois récepteur µ / K / Delta).
Ces récepteurs sont principalement utilisés par le corps pour le sommeil (et indirectement la respiration), donc il n'est théoriquement pas possible, si la buprénorphine est utilisée seule, d'avoir une overdose par dépression du système respiratoire. Elle peut même être utilisée comme "antidote" d'urgence aux opiacés.
De ce fait aussi, si elle est prise le soir avant d'aller se coucher, les récepteurs K seront vidés et la mélatonine naturelle (dû à l'obscurité) agira très rapidement (possibilité d'une fonction "somnifère" si bien utilisée).

#### δ (Delta)
Elle est aussi agoniste sur les récepteurs δ (delta) qui servent à réguler le stress, la douleur, les émotions et le système de récompense ( Source   Page 7 ) , voir . Leur remplissage peut donc agir sur les personnes qui ne sont pas sensible aux anti-dépresseurs conventionnel concernant les dépressions.
Le lien des récepteurs concernant la douleur agit très différemment des opiacés standard, via les protéines et autres enzymes. ( Source )

### Pharmacocinétique
La buprénorphine est absorbée en 8 min, et son pic plasmatique a lieu à 90 min. Sa demi-vie est courte : de 2 à 5 heures. Cependant, du fait de sa forte fixation aux récepteurs μ et de sa lente dissociation, l'effet pharmacologique d'une prise s'étend à plus de 8 à 24 heures (selon la capacité d'élimination métabolique, donc plus ou moins rapide selon les personnes)[réf. nécessaire]. Attention, à l'absence de 1er passage hépatique si absorbée autrement que par voie sublinguale. En effet, la pratique de l'injection augmente les risques de dépendance, de surdose potentielle, et de réactions locales (infection, inflammation, détérioration des tissus vasculaires, etc.)[réf. nécessaire].

### Effets secondaires
Les effets secondaires dépendent du seuil de tolérance, seuil qui est plus élevé chez les toxicomanes. Les manifestations le plus fréquemment observées sont :
- développement allergène : très rare ;
- constipation : fréquent ;
- céphalées : rare ;
- insomnie : rare ;
- euphorie/dysphorie avec dose non appropriée : rare ;
- asthénie avec dose non appropriée : rare ;
- somnolence : fréquent ;
- vomissements en début de traitement et avec dose non appropriée : rare ;
- lipothymies en début de traitement : rare ;
- hypotension : rare ;
- sueurs : fréquent ;
- nausées début de traitement : fréquent ;
- vertiges en début de traitement et avec dose non appropriée : fréquent ;
- dépression respiratoire avec dose non appropriée : très rare ;
- hallucinations avec dose non appropriée : très rare ;
- syndrome de sevrage en cas d'association avec agoniste opiacé complet ou de surdosage si association à la naloxone (Suboxone) ;
- hépatites : 1 cas sur 3 150 patients traités[7][source insuffisante] ;
- mort subite par arrêt respiratoire, en association avec benzodiazépine (Lexomil, Rohypnol, Temesta, etc.) ou éthanol : rare.

La buprénorphine est rarement incriminée dans l'aggravation des douleurs liées à la pancréatite aiguë du fait de son effet antagoniste morphinique qui entre en compétition avec la morphine et l'endorphine physiologique, notamment si un tableau de cytolyse est associé, en plus de l'aggravation des troubles du système respiratoire.
Il y a un risque de décès si elle est associée avec de l'alcool et/ou des benzodiazépines et un risque de syndrome de sevrage si elle est prise après un agoniste complet (héroïne, méthadone).
Tolérance sur l'effet antalgique donc inefficacité des antalgiques opiacés mineurs[style à revoir].
En cas d'usage détourné par voie intraveineuse, la probabilité de présence d’abcès ou de gonflements des mains ou des avant-bras est deux fois plus élevée que chez les usagers s’injectant d'autres produits. Outre les abcès et les œdèmes aux points d'injection, les autres risques sont : transmission d'agents pathogènes (hépatites, HIV), thromboses veineuses, ulcères nécrosants.

## Usages thérapeutiques

### Traitement de la douleur
La buprénorphine (Temgésic) est une alternative aux traitements de la douleur lorsque les antalgiques de niveau I et II se révèlent inefficaces. Ce type de traitement est à proscrire chez les personnes opio-dépendantes en raison de leur inefficacité, d'une part, et du risque de déclenchement d'un syndrome de sevrage, d'autre part.

### Substitution à l'héroïne
La buprénorphine haut dosage (Subutex) est un substitut de synthèse aux opiacés ; elle supprime la plupart des symptômes liés au sevrage de l'héroïne et n'a pas, ou peu, d'effet psychotrope. Ce type de traitement permet de rompre avec le « milieu de la drogue » en remplaçant l'héroïne par le substitut puis en diminuant progressivement les doses sous surveillance médicale jusqu'à arrêt total.
Cette diminution progressive n'est d'ailleurs pas une fin en soi ni forcément souhaitable (exemple des patients présentant une comorbidité, par exemple un double diagnostic : trouble addictif + pathologie psychiatrique) ; pour certaines personnes, la substitution est de durée indéfinie, voire à vie.
L'âge, la précarité, le manque de soutien social et un accès aux soins partiel (défaut d'affiliation à la sécurité sociale ou à une mutuelle, non-connaissance préalable du médecin prescripteur) sont significativement associés à des ruptures précoces de traitement.

Les limites de ce traitement se rencontrent principalement dans les cas de longues addictions avec injections : on utilise alors la méthadone qui permet rarement un arrêt définitif mais évite les risques sanitaires liés à la consommation d'un produit illicite.

### Indications possibles

#### Potentiel antidépresseur de la buprénorphine
Des essais cliniques effectués à la Harvard Medical School au milieu des années 1990 ont montré qu'une majorité de dépressifs unipolaires non psychotiques avec une dépression réfractaire aux antidépresseurs classiques et à l'électroconvulsivothérapie  pouvaient être soignés avec succès avec la buprénorphine,,,,,,. La dépression clinique ne fait pas partie des utilisations approuvées des opioïdes, mais des médecins commencent à en réaliser le potentiel antidépresseur lorsque le patient ne tolère pas ou est résistant aux antidépresseurs conventionnels.
Les douleurs mentales et physiques sont régulées par des processus chimiques similaires dans le cerveau. La dépression est souvent accompagnée de symptômes douloureux. Des opiacés (endorphines, enképhalines) régulent la perception de la douleur dans l'organisme. Dans le cerveau, ils régulent l'humeur et le comportement, diminuant tant la perception de douleur que les symptômes dépressifs. Même un agoniste partiel des récepteurs Mu (µ) aux opioïdes (comme la buprénorphine) libère de la sérotonine et de la dopamine dans le cerveau, mais cependant moins que des agonistes complets. La légère libération de sérotonine et de dopamine peuvent aussi contribuer à l'effet antidépresseur de la buprénorphine, particulièrement chez les patients ayant un déséquilibre mental.
La buprénorphine comme la méthadone pourraient entraîner la baisse du taux de cortisol, l'une des principales hormones responsables de l'anxiété, dans le système nerveux. Concernant la dépression, le Dr Tenore fait part de ses observations quant à l'efficacité de ces deux molécules face aux épisodes dépressifs graves, qu'il juge supérieure à celle de molécules antidépresseurs tels que la fluoxétine ou l'amitriptyline. Il explique cette action grâce au potentiel de régulation de la buprénorphine et la méthadone sur les hormones telles que la sérotonine, de la dopamine et des catécholamines, tout comme le font les antidépresseurs ISRS, auxquels il les compare.

## Usage détourné
Par usage détourné, il faut entendre toute utilisation de buprénorphine qui n'entre pas dans un programme de substitution dans un cadre thérapeutique.

### La situation en France
En 2003, il s'agit de l'opiacé le plus consommé par les toxicomanes et, depuis 2001, il est apparu une population de primo-consommateurs de Subutex (usagers qui consomment de la buprénorphine sans avoir consommé d'autres opiacés auparavant et qui sont susceptibles de passer à l'héroïne par la suite). Cette population se composerait principalement de jeunes très précarisés, plus ou moins en situation d’errance et de personnes issues des pays d’Europe de l’Est. Les modes de consommation sont multiples : 63 % par voie orale, 46 % par injection et 24 % par inhalation (l'utilisation de plusieurs modes de consommation pour la même personne étant fréquente, le total dépasse 100 %).
Le produit utilisé pour un usage détourné s'obtient par prescription (22 %) et par le marché noir (53 %). Début 2006, Didier Jayle, le président de la Mission interministérielle de lutte contre la drogue et la toxicomanie propose le classement du Subutex sur la liste des stupéfiants afin de lutter contre ce phénomène : « Nos voisins européens envient nos statistiques mais aujourd'hui les trafics menacent le système. L'État français risque de devenir le dealer européen du Subutex. » Cette proposition vivement contestée par les acteurs de la réduction des risques ne sera pas appliquée.
Début mai 2007, à l'île Maurice — pays où le Subutex est considéré comme une drogue — est arrêté un steward français d'Air France, en possession de 51 863 comprimés de ce médicament pour une valeur de 1,2 million d'euros, ce qui relance la polémique en France. L'enquête aboutit rapidement à la mise en examen de 24 personnes impliquées dans ce trafic, dont six médecins et douze pharmaciens.

### Association avec la naloxone
La Suboxone est le nom d'une association (rapport 4/1) entre un agoniste partiel opiacé, le chlorhydrate de buprénorphine (Subutex), et un antagoniste des récepteurs aux opiacés le chlorhydrate de naloxone (Narcan). Administrée par voie sublinguale, la naloxone n'est quasiment pas absorbée et ne passe donc pas dans la circulation générale, ainsi, elle ne modifie pas les propriétés pharmacologiques de la buprénorphine. Administrée par voie intra-veineuse ou intra-nasale, la naloxone antagonise les effets de la buprénorphine, produisant un effet de manque. L'indication de ce traitement, reposant sur des arguments pharmacologiques, est la dissuasion des injections intraveineuses de buprénorphine (usage détourné de la buprénorphine).
Bien que la naloxone sublinguale ne diminue pas l'efficacité de la buprénorphine, il existe encore des inconnues sur l'intérêt de ce traitement[source insuffisante] :
- aucune étude n'a évalué l'association buprénorphine + naloxone versus méthadone ;
- le mésusage par voie intraveineuse de l'association naloxone + buprénorphine a été peu étudié[25][source insuffisante] ;
- il n'existe pas d'étude sur le passage d'un traitement par buprénorphine seule à l'association buprénorphine + naloxone versus poursuite de la buprénorphine seule. Une étude rétrospective finlandaise (RC050175) a montré qu'on retrouvait des injections de suboxone chaque semaine chez environ 10 % des patients injecteurs de buprénorphine passés sous Suboxone[26].

La Suboxone a une autorisation de mise sur le marché (AMM) aux États-Unis et en Europe.
Elle fait l'objet de vives controverses[Lesquelles ?] de la part des acteurs des diverses et principales associations de réduction des risques en France. En effet, selon eux[Qui ?], la Suboxone priverait les patients d'une médication qui a déjà fait ses preuves (le Subutex) et qui bénéficie déjà de la confiance de ceux-ci. Malgré la question de l'injection du Subutex, qui serait fréquente pour beaucoup d'anciens toxicomanes substitués à ce traitement ainsi qu'à ceux qui en détournent l'usage, les associations de réduction des risques arguent le fait que l'usage de la Suboxone pourrait aggraver ce problème en poussant les utilisateurs à multiplier les injections, aux effets destructeurs, à la recherche d'effets qui n'apparaîtraient pas[réf. souhaitée].
Selon plusieurs études australiennes et finlandaises[réf. nécessaire], la Suboxone aurait également déjà fait son apparition au sein du marché parallèle, tandis que l'un des buts premiers de cette substance était d'en empêcher la vente illégale du fait de l'impossibilité supposée de la détourner.

## Société et culture

### Régulation

#### L’Europe
Dans l'Union européenne, Subutex et Suboxone, des préparations de comprimés sublinguaux à forte dose de buprénorphine, ont été approuvés pour le traitement des troubles liés à l'usage d'opioïdes en septembre 2006. Aux Pays-Bas, la buprénorphine est une drogue de la liste II de la loi sur l'opium, bien que des règles et directives spéciales s'appliquent à sa prescription et à sa dispense.

## Usage vétérinaire
La buprénorphine est également utilisée comme analgésique postopératoire chez les chiens et les chats. Également utilisée pour potentialiser les effets sédatifs des agents ayant une action centrale chez les chiens (Vetergesic Multidosis 0,3 mg/1 ml, solution injectable).